# Cataglyphis
Cataglyphis är ett släkte av myror. Cataglyphis ingår i familjen myror.

## Bildgalleri

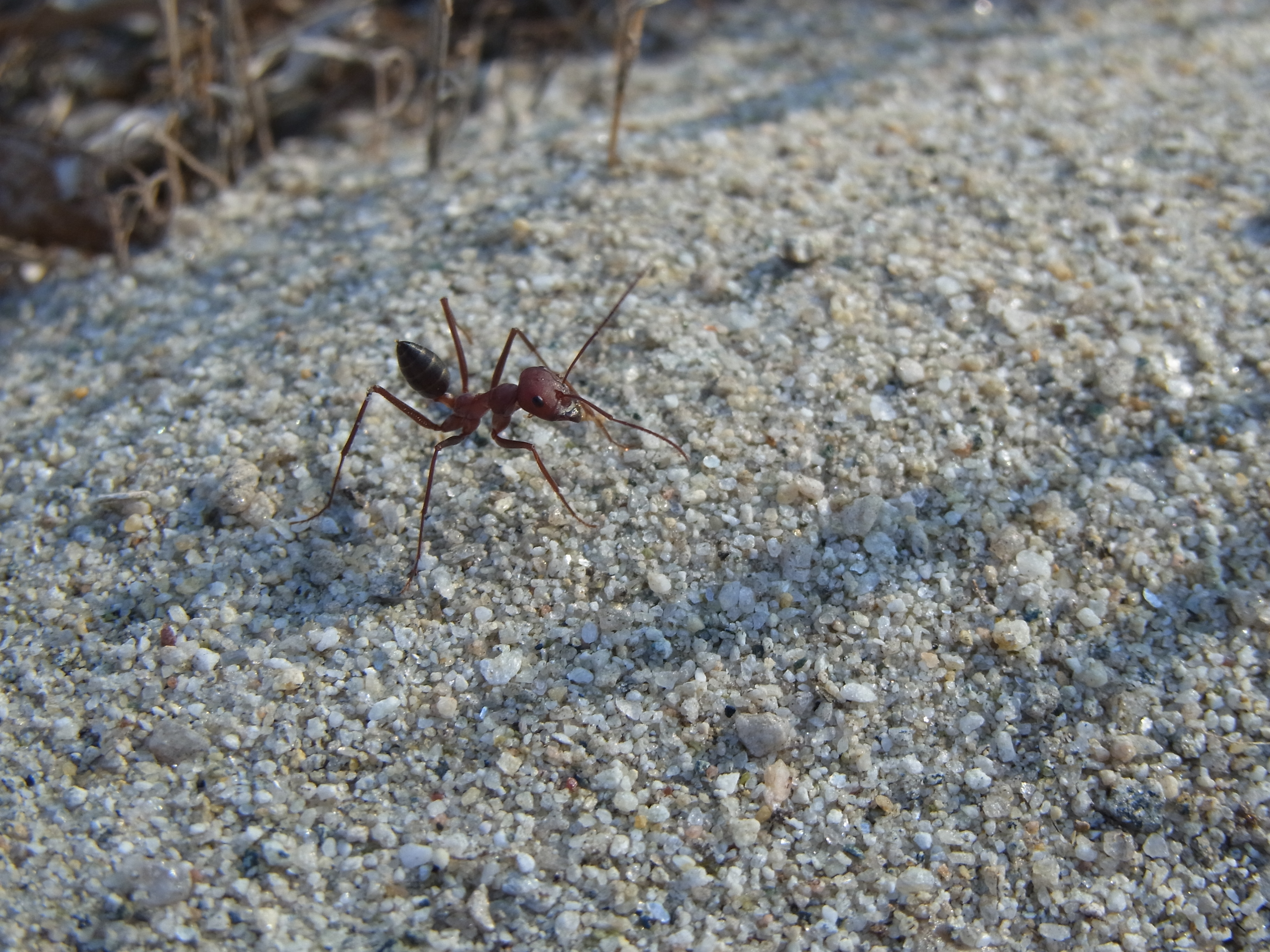
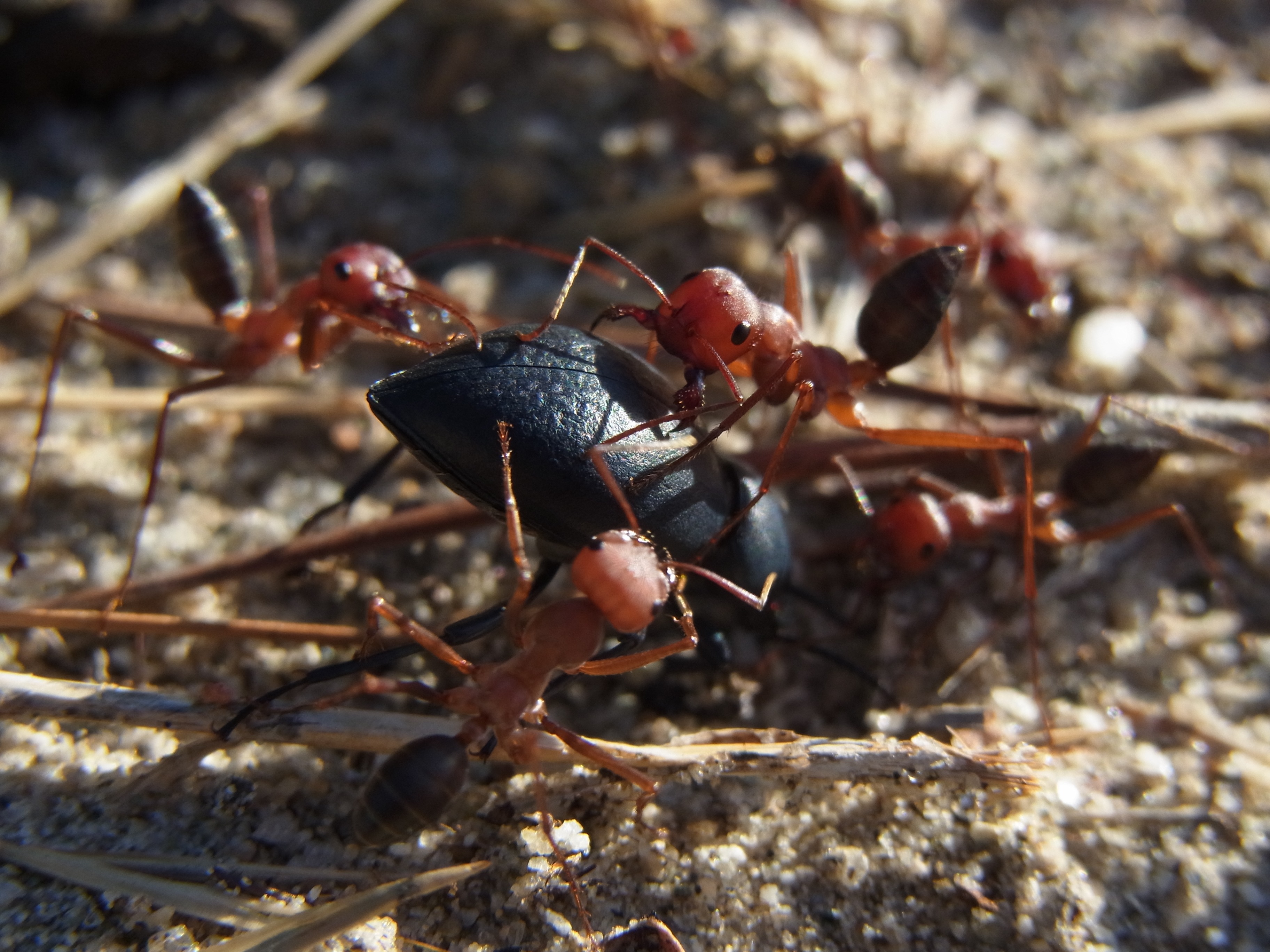

## Dottertaxa tillCataglyphis, i alfabetisk ordning[1]
- Cataglyphis abyssinicus
- Cataglyphis adenensis
- Cataglyphis aenescens
- Cataglyphis albicans
- Cataglyphis alibabae
- Cataglyphis altisquamis
- Cataglyphis argentatus
- Cataglyphis asiriensis
- Cataglyphis bicolor
- Cataglyphis bicoloripes
- Cataglyphis bombycinus
- Cataglyphis cana
- Cataglyphis cinnamomeus
- Cataglyphis constrictus
- Cataglyphis cugiai
- Cataglyphis cursor
- Cataglyphis diehlii
- Cataglyphis elegantissimus
- Cataglyphis emeryi
- Cataglyphis emmae
- Cataglyphis floricola
- Cataglyphis foreli
- Cataglyphis fortis
- Cataglyphis frigidus
- Cataglyphis gaetulus
- Cataglyphis gracilens
- Cataglyphis hannae
- Cataglyphis hellenicus
- Cataglyphis hispanicus
- Cataglyphis humeya
- Cataglyphis ibericus
- Cataglyphis indicus
- Cataglyphis isis
- Cataglyphis italicus
- Cataglyphis karakalensis
- Cataglyphis kurdistanicus
- Cataglyphis laevior
- Cataglyphis lividus
- Cataglyphis longipedem
- Cataglyphis lucasi
- Cataglyphis lunaticus
- Cataglyphis machmal
- Cataglyphis mauritanicus
- Cataglyphis minimus
- Cataglyphis niger
- Cataglyphis nigripes
- Cataglyphis nodus
- Cataglyphis otini
- Cataglyphis oxianus
- Cataglyphis pallidus
- Cataglyphis piliger
- Cataglyphis piliscapus
- Cataglyphis rosenhaueri
- Cataglyphis ruber
- Cataglyphis sabulosus
- Cataglyphis saharae
- Cataglyphis savignyi
- Cataglyphis semitonsus
- Cataglyphis setipes
- Cataglyphis takyrica
- Cataglyphis theryi
- Cataglyphis urens
- Cataglyphis velox
- Cataglyphis viaticoides
- Cataglyphis viaticus